# Aliceni (okręg Buzău)
Aliceni – wieś w Rumunii, w okręgu Buzău, w gminie Poșta Câlnău. W 2011 roku liczyła 435 mieszkańców.